# Nicola Peltz
Nicola Anne Peltz Beckham (ur. 9 stycznia 1995 w hrabstwie Westchester) – amerykańska aktorka i modelka, znana między innymi z roli Tessy Yeager w filmie Transformers: Wiek zagłady.
Jest córką biznesmena Nelsona Peltza, a także siostrą aktora Willa Peltza i hokeisty Brada Peltza.

## Filmografia
| Rok  | Tytuł                         | Rola          | Uwagi       |
| ---- | ----------------------------- | ------------- | ----------- |
| 2006 | Wesołych Świąt                | Mackenzie     |             |
| 2008 | Harold                        | Becki         |             |
| 2010 | Ostatni władca wiatru         | Katara        |             |
| 2012 | Eye of the Hurricane          | Renee Kyte    |             |
| 2014 | Transformers: Wiek zagłady    | Tessa Yeager  |             |
| 2014 | Affluenza                     | Kate Miller   |             |
| 2016 | Youth in Oregon               | Annie Gleason |             |
| 2017 | Transformers: Ostatni rycerz  | Tessa Yeager  | głos; cameo |
| 2018 | Our House                     | Hannah        |             |
| 2018 | Back Roads                    | Amber Altmyer |             |
| 2019 | The Obituary of Tunde Johnson | Marley Meyers |             |
| 2020 | Randki od święta              | Felicity      |             |